# فرودگاه فارست‌ویل
فرودگاه فارست‌ویل (به انگلیسی: Forestville Airport) یک فرودگاه همگانی با کد یاتا YFE است که یک باند فرود آسفالت دارد و طول باند آن ۱۵۲۴ متر است. این فرودگاه در کشور کانادا قرار دارد و در ارتفاع ۸۹ متری از سطح دریا واقع شده است.